# Computers and Blues
Computers and Blues è il quinto album in studio del musicista e rapper britannico The Streets, pubblicato nel 2011.

## Tracce
1. Outside Inside – 3:02
2. Going Through Hell (feat. Robert Harvey dei The Music) – 3:08
3. Roof of Your Car – 3:12
4. Puzzled By People – 3:08
5. Without Thinking (feat. Sharlene Hector) – 3:18
6. Blip on a Screen – 3:34
7. Those That Don't Know – 2:54
8. Soldiers (feat. Robert Harvey dei The Music) – 3:37
9. We Can Never Be Friends (feat. Robert Harvey dei The Music) – 3:37
10. ABC – 1:12
11. OMG (feat. Laura Vane) – 3:27
12. Trying to Kill M.E. (feat. Laura Vane) – 3:58
13. Trust Me – 2:16
14. Lock the Locks (feat. Clare Maguire) – 3:08

## Classifiche
| Classifica  | Posizione raggiunta |
| ----------- | ------------------- |
| Regno Unito | 8                   |